# Johan Frederiksen
Poul Johan Bang Frederiksen, född 11 maj 1850 i Nyborg, död 1937, var en dansk trädgårdsmästare. 
Frederiksen, som var son till en köpman, var ursprungligen inriktad på studier, men tvingades 1867 att av hälsoskäl lämna skolan. Han gick i trädgårdslära i Holsteinborgs slottsträdgård, och efter en tvåårig vistelse vid Rosenborgs slotts trädgårdsanstalt antogs han som medhjälpare vid Tranekærs slottsträdgård. Åren 1872–1875 var han underträdgårdsmästare vid Bernstorff slottsträdgårdar, och efter att ha varit assistent vid de kungliga lustträdgårdarna till 1877, utnämndes han till trädgårdsmästare vid Charlottenlunds slott. Under hans ledning utvecklades slottsträdgården från att ha varit mycket oansenlig till att bli en av Danmarks främsta. Han författade skriften Melonens Dyrkning i Varmebede (1885) och mindre artiklar i Gartnertidende och Nationaltidendes trädgårdstidning. 